# N-611
La N-611 es una carretera que comunica Santander con Palencia, en España. Prácticamente durante todo su recorrido es una vía de un carril por sentido y calzada única, que pasa por numerosas localidades, siendo las más importantes Santander, Torrelavega, Los Corrales de Buelna, Reinosa, Aguilar de Campoo, Herrera de Pisuerga, Osorno la Mayor, Frómista y Palencia.
En su recorrido atraviesa la cordillera Cantábrica, con tres puertos de montaña, el más importante es puerto de Pozazal a 987 m s. n. m., hoy superado por el puerto del mismo nombre en la A-67 por 1013 msn de altura. El siguiente puerto en importancia es el puerto de Reinosa, situado en la divisoria entre la vertiente cantábrica y la vertiente mediterránea. Se encuentra en las proximidades de Cañeda, un par de kilómetros antes del núcleo de Reinosa y su altitud es de aproximadamente 900 m s. n. m. El otro puerto de montaña es el puerto de Hoces de Bárcena, o puerto de la N-611, que discurre entre Bárcena de Pie de Concha y Pesquera.
El trazado de esta carretera ha tenido numerosas modificaciones a lo largo de su historia, siendo la más profunda la realizada entre los años 1988 y 1991.

## Alternativa a la N-611
Actualmente está ya abierta en su totalidad la A-67, una autovía paralela a la N-611 que tiene de dos a tres carriles por sentido y que facilita la conexión de Cantabria con el resto de la Meseta Norte. La A-67 quedó terminada el 28 de julio de 2009, tras abrirse los últimos tramos pendientes entre Frómista-Osorno la Mayor-Aguilar de Campoo.
- Datos: Q6036733
- Multimedia: N-611 / Q6036733